# Pristimantis prolatus
Pristimantis prolatus es una especie de anfibio anuro de la familia Craugastoridae.

## Distribución
Esta especie es endémica de Ecuador. Habita en las provincias de Sucumbíos, Napo, Pastaza y Morona-Santiago entre los 1 140 y 1 700 m de altitud en la vertiente oriental de la Cordillera Oriental y la Cordillera de Cutucú.

## Descripción
Los machos miden de 13.7 a 18.4 mm y las hembras de 20.8 a 24.1 mm.

## Publicación original
- Lynch & Duellman, 1980 : The Eleutherodactylus of the Amazonian slopes of the Ecuadorian Andes (Anura: Leptodactylidae). Miscellaneous Publication, Museum of Natural History, University of Kansas, n.º 69, p. 1-86[5]